# Пачка (балетная)

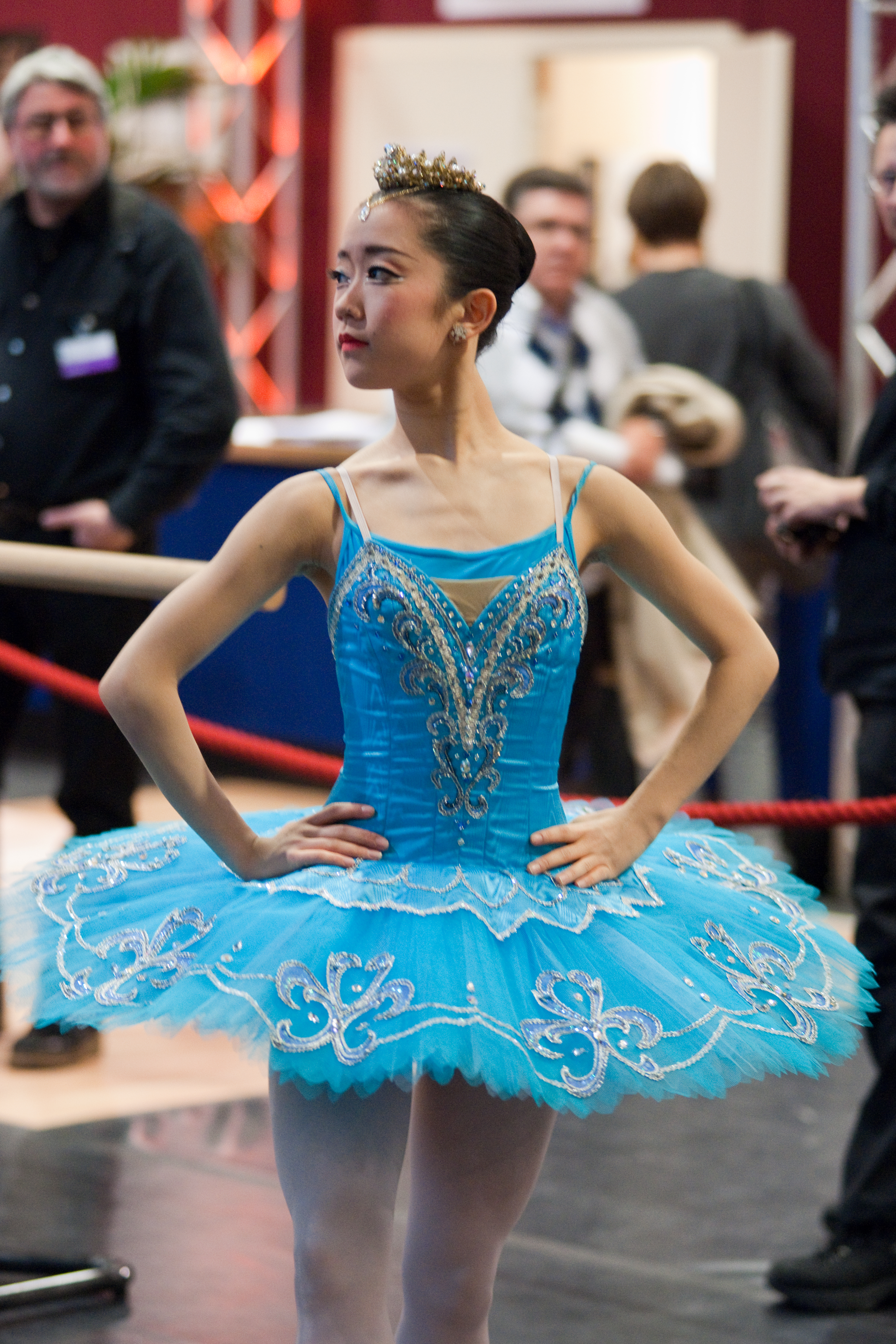
Современная балетная пачка, надетая балериной поверх репетиционного купальника

Па́чка (уст. «тю́ники») — женский балетный костюм, состоящий из корсажа, застёгивающегося сзади на крючки, и пришитой к нему многослойной юбки из жёсткого тюля, посаженной на трусы, обшитые полосками присборенного тюля. У современной «стоящей» пачки слои неравномерной длины — их диаметр постепенно увеличивается, начиная от нижнего слоя к верхнему. Для того чтобы пачка держала свою горизонтальную форму, в середину по диаметру вшивают проволоку, т. н. «стальку». Ранее юбки шились из марли — такая пачка требовала подкрахмаливания перед каждым выступлением. Современные пачки изготавливаются из нейлонового или полиэстрового фатина. 
Как правило, пачки используются в классических балетах академического периода, характерных для творчества Мариуса Петипа (1818—1910). Пачка с ниспадающей юбкой, какие используют в романтических балетах, называется «шопенкой» — по названию балета «Шопениана» (1907), в котором балетмейстер Михаил Фокин пытался восстановить атмосферу балета 1830-х — 1840-х годов. Юбка от пачки, не посаженная на корсаж, называется «полупачкой» — как правило, она используется для репетиций, при этом её надевают на купальник.
Пачки хранятся либо разложенными в плоском виде, либо подвешенными за трусы, тогда как «шопенки», как и обычные платья, подвешивают за бретели.

## История

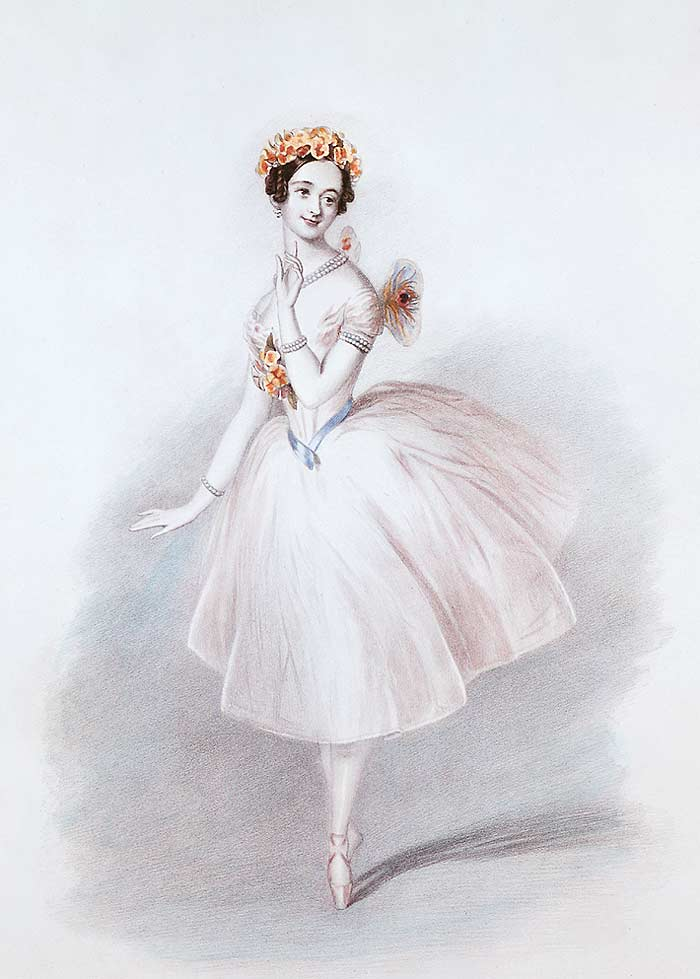
Мария Тальони в балете «Сильфида», литография 1832 года.

Эволюция балетного костюма, в том числе женского сценического платья, находилась в зависимости от моды своего времени. Прообраз балетной пачки — пышная лёгкая юбка-«колокол» на корсаже, подчёркивающем узкую талию и пышное декольте, — появляется в самом начале 1830-х годов, как только на смену естественному силуэту ампира пришла викторианская мода с её всё более и более пышными юбками, а талия закрепилась на своём действительном месте. Появление знаковой для балета лаконичной белоснежной пачки связывается с именем балерины Марии Тальони и балетом «Сильфида» (1832), костюмы к которому были выполнены по эскизам художника Эжена Лами. Хотя за год до этого Тальони уже танцевала в похожем платье в возобновлении балета Шарля Дидло «Зефир и Флора», именно «Сильфида», верно уловившая тенденции времени и впервые противопоставившая на сцене реальный и фантастический мир, стала своеобразным символом романтизма, предопределив развитие балета на следующие десятилетия.
Став особенно пышной в 1850-х годах, с приходом моды на кринолины, пачка длиной до середины икры остаётся неизменной на протяжении нескольких следующих десятилетий. В конце XIX века резко уменьшается её длина — пачки 1880-х годов едва прикрывают коленную чашечку, тогда как пачки 1890-х годов уже полностью открывают колени и ноги до середины бедра. Укорачивание костюма связано с развитием женской балетной техники — такая юбка уже не мешала делать многочисленные пируэты, фуэте и другие виртуозные движения.
В XX веке стиль и форма юбки продолжали видоизменяться: в 1920-е годы, когда в моду вошла заниженная талия, пачка также спускается с талии вниз, на бёдра — чтобы закрепиться там окончательно. В 1930-х годах короткая пачка небольшого диаметра уже не ниспадает плавной линией вниз, а топорщится в стороны, чтобы после войны сделаться практически горизонтальной, полностью открыв всю линию ног. В 1950-х годах пачки становятся менее пышными, приплюснутыми — эта тенденция к минимализму закрепляется в 1960-е годы, когда юбочки превращаются в плоскую «тарелку».
В 2000-х годах, с появлением моды на реконструкции старинных постановок, начиная со «Спящей красавицы» в Мариинском театре (1999), в крупнейших балетных театрах в моду вновь входит более женственный силуэт с пышной, ниспадающей до середины бедра юбкой по образцу конца XIX века.

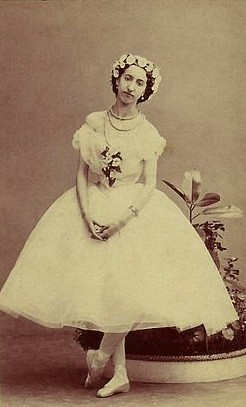
Эмма Ливри в балете «Сильфида», 1862
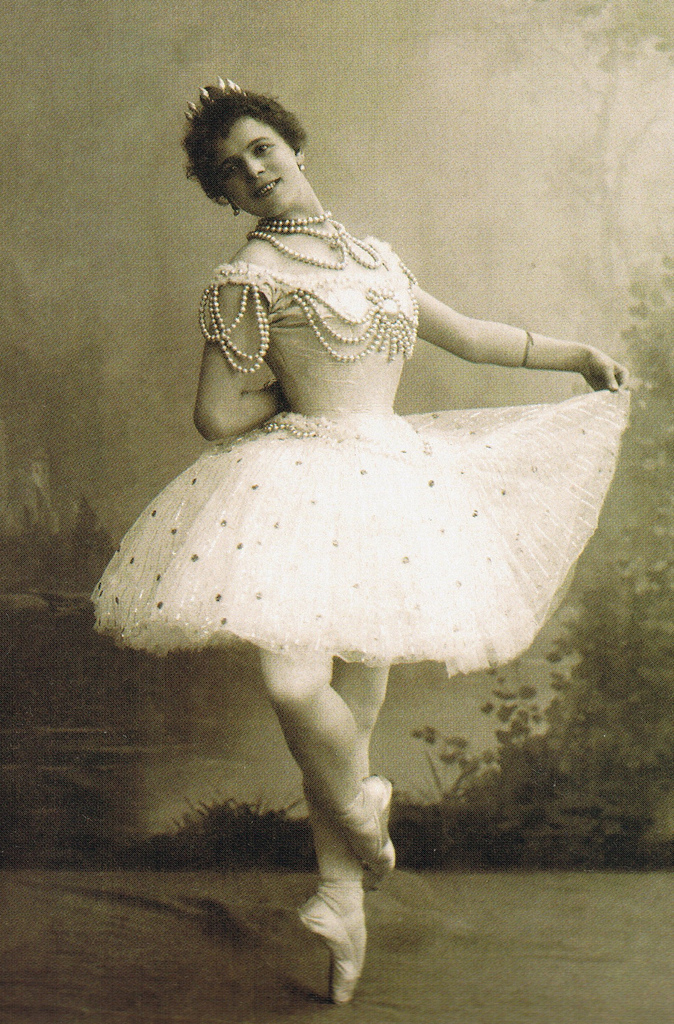
Пьерина Ленияни в балете «Жемчужина», 1890-е
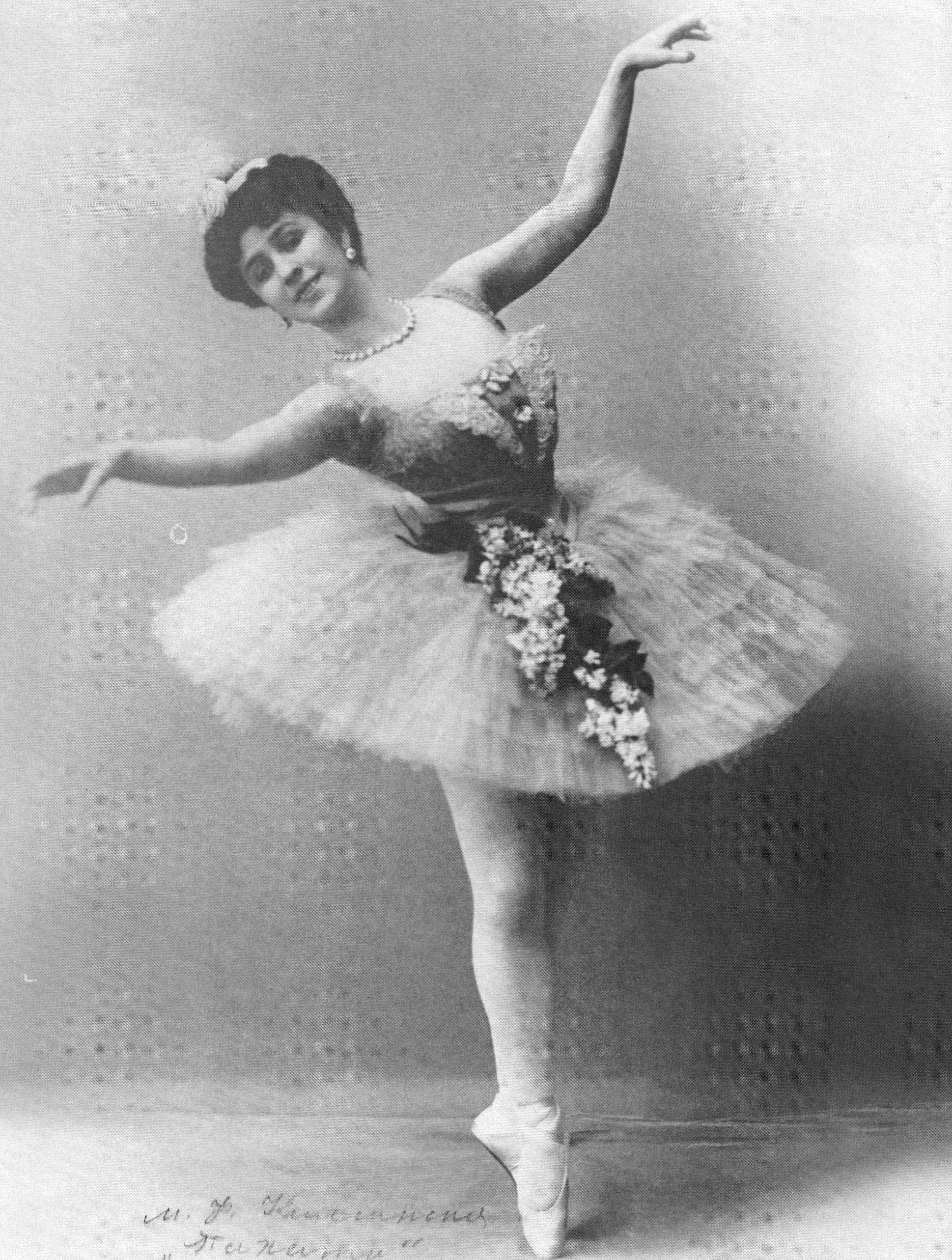
Матильда Кшесинская в балете «Талисман[англ.]», ок. 1910
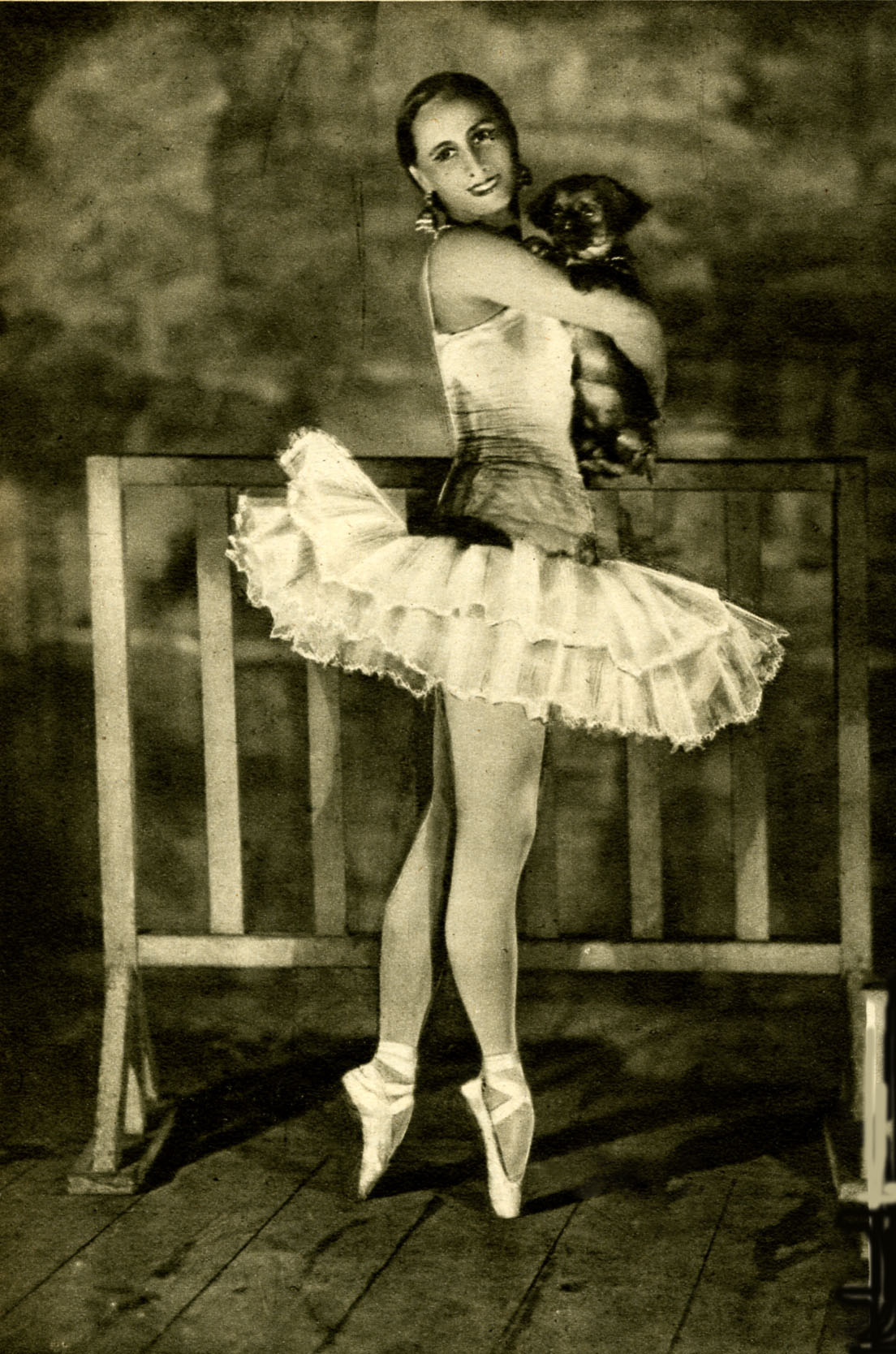
Анна Павлова, 1920-е
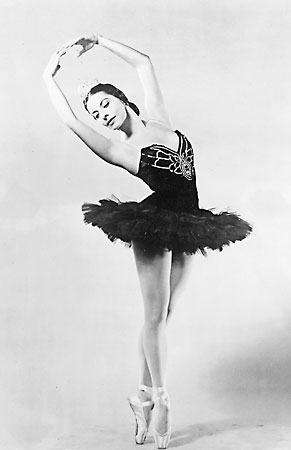
Алисия Алонсо в балете «Лебединое озеро», 1955
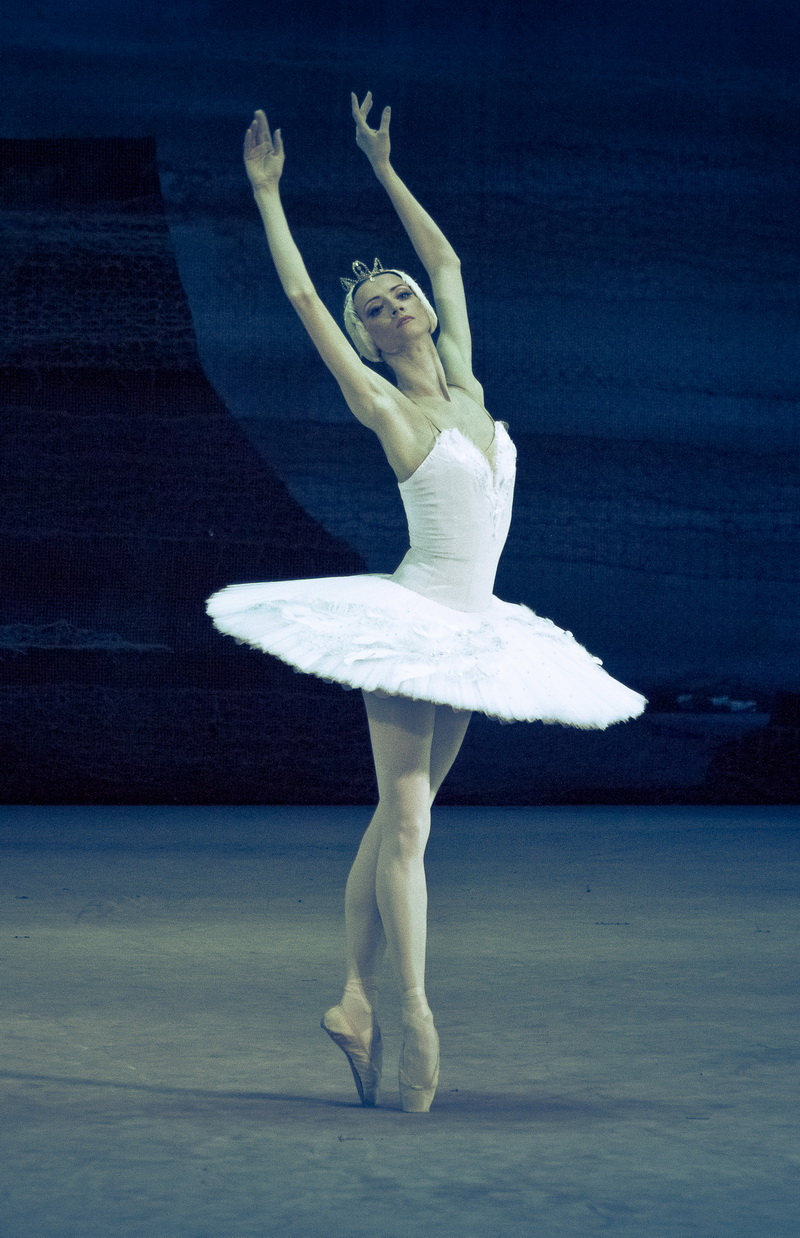
Светлана Лунькина в балете «Лебединое озеро», 2011

## Юбка-туту
Юбка-полупачка в повседневной моде получила название «юбка-туту». 
С возникновением моды «Нью-лук» (1947) и на протяжении всех 1950-х годов пышная тюлевая юбка использовалась в качестве подъюбника для коктейльных и повседневных нарядов. В 1960-е годы модный силуэт кардинально изменился и лишь изредка отдельные дизайнеры использовали многослойный тюль для придания пышности коротким коктейльным платьям.
В 1977 году модельер-авангардист Жан-Поль Готье представил в своей весенне-летней коллекции прет-а-порте ансамбль, в котором к пуантам и белой многослойной юбке-шопенке, прикреплённой к поясу от джинсовых брюк, прилагались чёрное расшитое бюстье и кожаная байкерская куртка. В 2006 году он воссоздал этот образ в юбилейном шоу, приуроченном к 30-летию своей творческой деятельности.

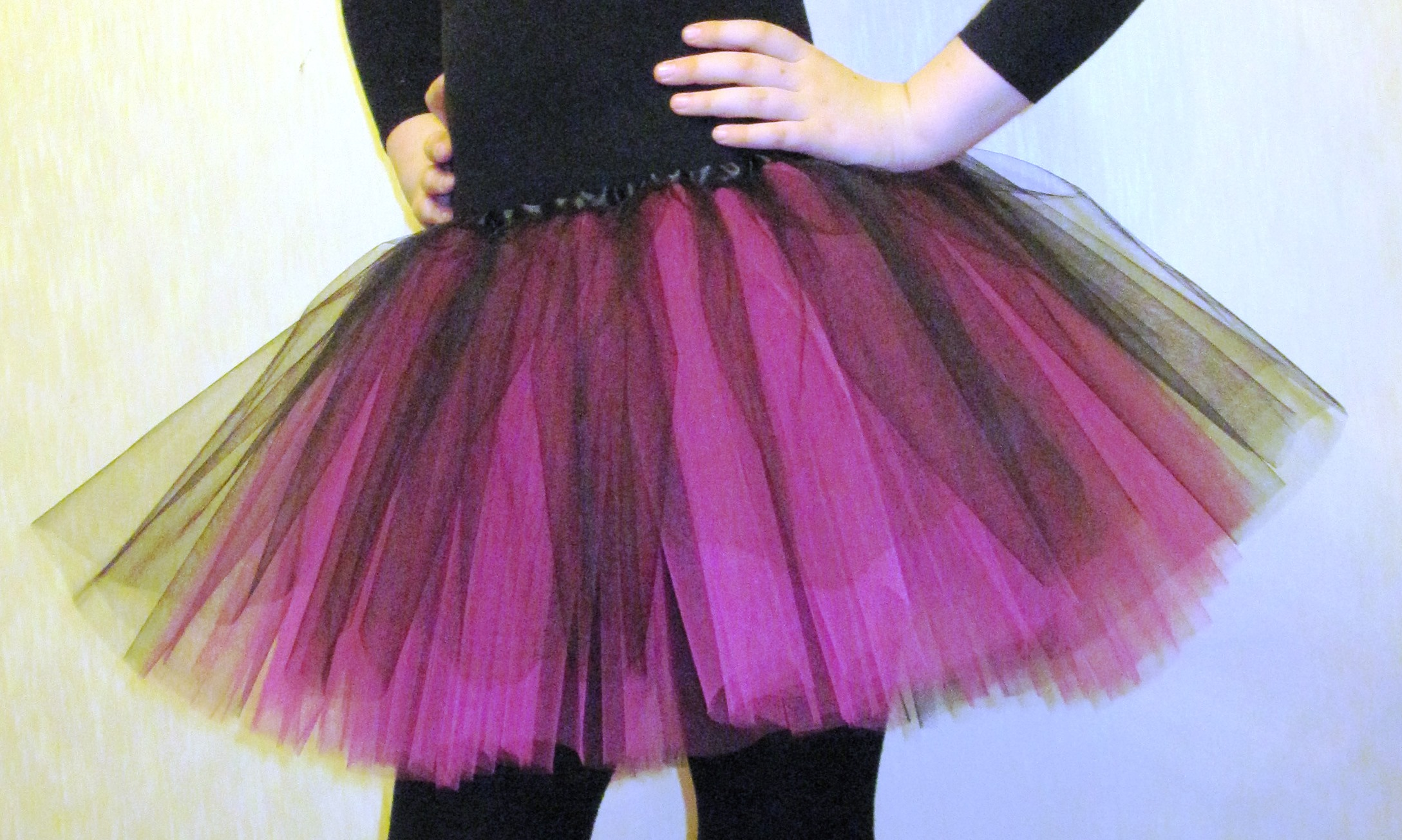
В 2000-х юбки-туту из фатина стали массово делать своими руками.

Массовую моду на фатиновую юбку-полупачку ввела главная героиня сериала «Секс в большом городе» Кэрри Брэдшоу в исполнении Сары Джессики Паркер. В течение первых шести сезонов (1998—2004) актриса появлялась на заставке в кремовой тюлевой юбке, которую за пять долларов приобрела в секонд-хенде дизайнер по костюмам Патриция Филд.
В 2017 году юбки-пачки использовала в своих коллекциях Мария Грация Кьюри из дома Christian Dior. Согласно моде 2020-х годов романтические юбки-пачки рекомендуется носить на контрасте с простыми футболками, пальто или тренчем в мужском стиле и сандалиями, челси и грубыми ботинками на шнуровке.